# Mark Joseph Schoenberg

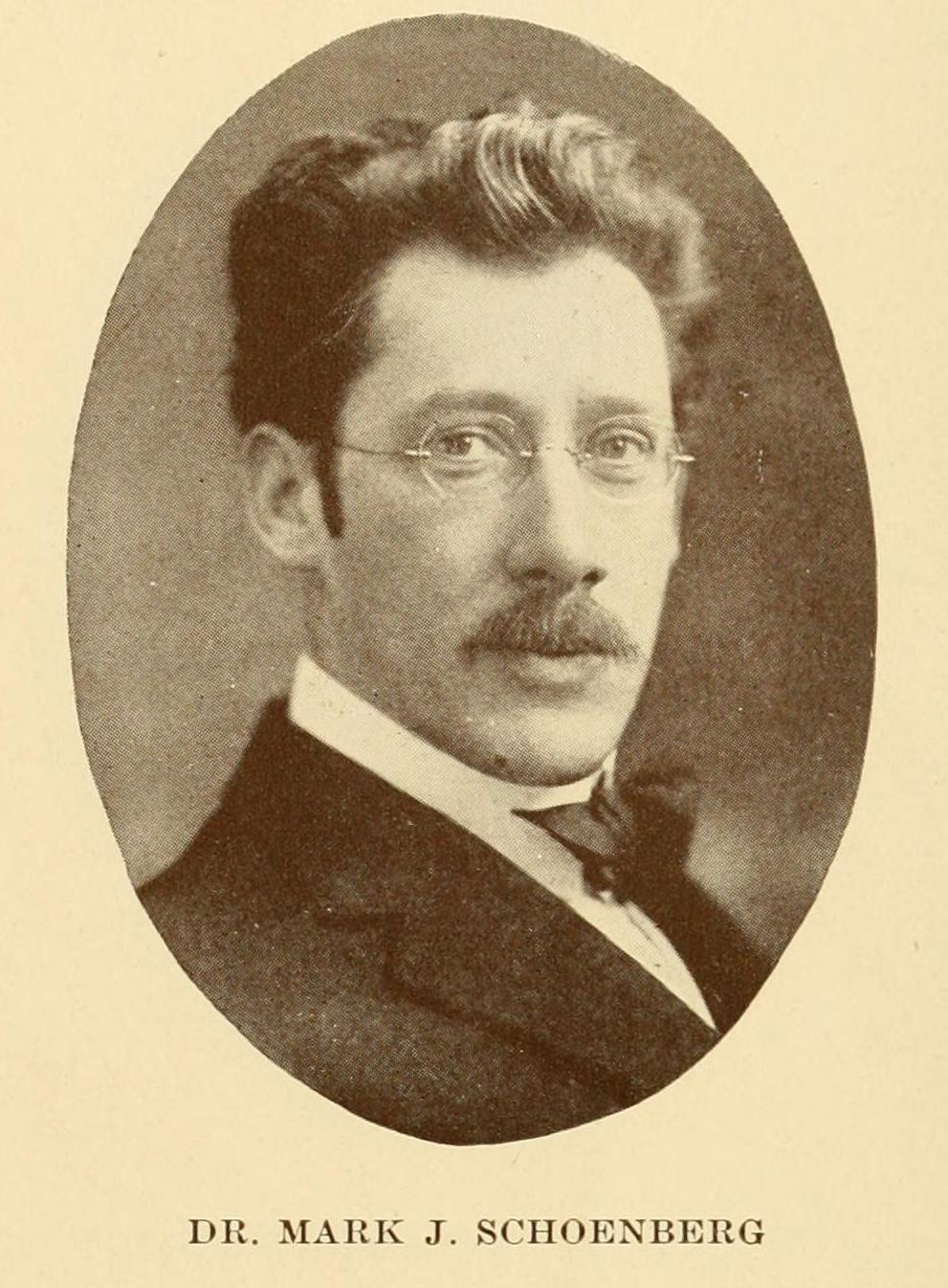
Mark Joseph Schoenberg około 1918 roku

Mark Joseph Schoenberg (ur. 23 grudnia 1874 w Pitești, zm. 15 lutego 1945 w Nowym Jorku) – rumuńsko-amerykański lekarz okulista żydowskiego pochodzenia. Jako pierwszy przeprowadzał w Stanach Zjednoczonych operacje naprawcze odwarstwienia siatkówki. Autor 46 prac naukowych, dotyczących głównie patogenezy, diagnostyki i leczenia jaskry. Współzałożyciel New York Society for Clinical Ophthalmology.

## Życiorys
Urodził się w Pitești w Rumunii jako syn Isaaka i Fanny z domu Stulman. Jego edukacja była utrudniona z powodu żydowskiego pochodzenia. Po ukończeniu jednej z nowocześniejszych szkół przez pewien czas był w niej nauczycielem, po czym zdecydował się studiować medycynę. W 1898 roku otrzymał tytuł doktora nauk medycznych na Uniwersytecie w Bukareszcie. Przez kolejne dwa lata praktykował w klinikach w Wiedniu i Berlinie, specjalizując się w pediatrii i okulistyce. W 1900 roku emigrował do Stanów Zjednoczonych. Mieszkał w dolnej części wschodniego Manhattanu. Tam początkowo pracował jako lekarz ogólny, dojeżdżał do swoich pacjentów na rowerze na wizyty, płatne po dolarze każda. W niedługim czasie zatrudnił się w Mt. Sinai Hospital i został ordynatorem kliniki ocznej. Prowadził własną klinikę, od 1908 związany również z New York Ophthalmic and Aural Institute (po śmierci założyciela Hermana Knappa przemianowanym na Herman Knapp Memorial Eye Hospital). Konsultował pacjentów Presbyterian Hospital i Bronx Hospital. Od 1918 attending surgeon w tym szpitalu, odszedł na emeryturę w 1935, ale wciąż prowadził klinikę dla chorych z jaskrą.
Był jednym z pierwszych członków American Academy of Ophthalmology and Otolaryngology. W 1919 został wybrany na członka American Ophthalmological Society. Należał do American College of Surgeons. Jeden z trzech założycieli New York Society for Clinical Ophthalmology, obok Percy'ego H. Fridenberga i Isidore Goldsteina. W 1932 i 1933 wybrany na przewodniczącego sekcji okulistycznej New York Academy of Medicine. Przez wiele lat współpracował z National Society for the Prevention of Blindness.
W 1902 w Nowym Jorku ożenił się z Irmą von Horst. Mieli córkę Charlotte (1913).
Zmarł 15 lutego 1945 z powodu krwawienia z wrzodu dwunastnicy. Wspominany był jako doskonały nauczyciel i klinicysta, energiczny i pracowity badacz, uczciwy i uprzejmy człowiek o humanistycznych i liberalnych poglądach. Był nałogowym palaczem. Artykuły wspomnieniowe poświęcili mu Givner i Fridenberg, a w 2003 roku uczeń Posnera, Abraham Schlossman. Na jego cześć nazwano doroczny wykład przed New York Society for Clinical Ophthalmology (Mark J. Schoenberg Memorial Lecture).

## Dorobek naukowy
W dorobku naukowym Schoenberga znajduje się 46 prac.
10 stycznia 1929 roku przeprowadził pierwszą w USA operację naprawczą odwarstwionej siatkówki. Do 1931 roku Schoenberg wykonał sześćdziesiąt takich operacji. Innym obszarem prac Schoenberga była kalibracja i standaryzacja tonometrów – zagadnienie to opracował wspólnie z Adolphem Posnerem. Współpracował z Ottonem Loewensteinem przy badaniach nad pupillografią. Razem z Isadore Givnerem zajmował się neurookulistyką i alergologią.

## Lista prac
- Schoenberg MJ, Carnac CMB. A case of melanosarcoma of the eye (primary) and of the liver (secondary). N. York M. J. 85, ss. 65-67, 1907
- Schoenberg MJ, Burchill E. A few suggestive experiments for a cutaneous reaction for the diagnosis of syphilis; preliminary theoretical report. N. York M. J. 94, ss. 784-786, 1911
- Clinical and experimental researches in intraocular drainage. „Arch Ophthalmol”. 42, s. 117–133, 1913.
- Experimental study of intra-ocular pressure and ocular drainage. Papers Sect. Ophth. Am. M. Ass. ss. 37-68, 1913
- Experimental study of intra-ocular pressure and ocular drainage. Ophth. Rec. 22, ss. 478, 1913
- Experimental Study of Intra-Ocular Pressure and Ocular Drainage. „J Am Med Assoc”. 61, s. 1098-1103, 1913.
- A contribution to the experimental study of ocular anaphylaxis. „NY State J Med”. 14, s. 493–499, 1914.
- Remarks on intracranial treatment of syphilis of the optic pathways and optic atrophies. N. York State J. M. 18, ss. 59-63, 1914
- Tyson HH, Schoenberg MJ. Experimental researches in methyl-alcohol inhalation. J. Am. M. Ass. 63, ss. 915-922, 1914
- Tyson HH, Schoenberg MJ. Changes in the blood and aqueous humor in methyl-alcohol inhalation. Arch. Ophth. 44, ss. 275-280, 1915
- A contribution to the experimental study of ocular anaphylaxis. Ophthalmol. 11, ss. 1-27, 1914
- Intracranial Treatment of Syphilitic and Parasyphilitic Optic Nerve Affections; Physiologic Evidences: Researches on Intravital Staining of the Optic Nerve. „J Am Med Assoc”. 66, s. 2054-2061, 1916.
- Le traitement intra-cranien des affections syphilitiques et parasyphilitiques du nerf optique. Clin. opht. 22, ss. 67-78, 1917
- Remarks on Diagnosis and Treatment of Luetic Involvement of the Optic Pathways. „Transactions of the American Ophthalmological Society”. 17, s. 562–592, 1919.
- Cerebrospinal syphilis, with special relation to the optic nerves. N. York M. J. 110, ss. 452-454, 1919
- A case of bilateral glioma of the retina apparently arrested in the non-enucleated eye by radium treatment. Arch. Ophth. 48, ss. 485-488, 1919
- Ophthalmo-therapeutic ignorance regarding optic atrophies. Am. J. Ophth. 2, ss. 517-519, 1919
- Paralysis of associated movements. Arch. Ophth. 48, s. 86, 1919
- Remarks on diagnosis and treatment of luetic involvement of the optic pathways. „Arch Ophthalmol”. 49, s. 204–226, 1920.
- The Knapp Adrenalin Mydriasis Reaction in Direct Descendants of Patients with Primary Glaucoma. „Transactions of the American Ophthalmological Society”. 22, s. 53–61, 1924.
- The Knapp adrenalin mydriasis reaction in direct descendants of patients with primary glaucoma. Arch. Ophth. 54, ss. 282-287, 1925
- A case of detachment of the anterior layers of the iris. Arch. Ophth. 56, ss. 538-542, 1927
- Remarks on the Artificial Induction of Ocular Hypertension by Compression of the Jugular Veins. „Transactions of the American Ophthalmological Society”. 26, s. 229–246, 1928.
- Experience with ephedrine in ophthalmic practice. Arch. Ophth. 57, ss. 272-4, 1928
- Prismoscopic Perimetry of the Macular Area: A New Method of Mapping Out Paracentral Scotomas and Other Defects in the Visual Fields. „Transactions of the American Ophthalmological Society”. 27, s. 245–262, 1929.
- Remarks on the Artificial Induction of Ocular Hypertension by Compression of the Jugular Veins. Arch. Ophth. 1, ss. 681-91, 1929
- Experiences with Gonin operation. „Arch Ophthalmol”. 7, s. 675–88, 1931.
- A Binocular Microscope for Delicate Surgery. „Transactions of the American Ophthalmological Society”. 33, s. 400-2-402, 403, 1935.
- A New Model of an Enophthalmometer and Exophthalmometer. „Transactions of the American Ophthalmological Society”. 33, s. 399-400-1, 401, 1935.
- Could we save more sight for glaucoma patients by continuous follow-up and care. Proc. Conf. Nat. Soc. Prev. Blindnessss. 42-49, 1935
- Schoenberg MJ, Esterman B. Glaucoma clinic at Knapp Memorial Hospital. „Arch Ophthalmol”. 17, s. 666–673, 1937.
- New developments in the pharmacological treatment of primary glaucoma. „Br J Ophthalmol”. 22, s. 417-425, 1938. DOI: 10.1136/bjo.22.7.417.
- Psychosomatic Relationships and Their Therapeutic Implications in Glaucoma. „Transactions of the American Ophthalmological Society”. 37, s. 134–149, 1939.
- A case of recurrence of ocular hypertension 18 years after an Elliot operation. Am. J. Ophth. 22, ss. 774-7, 1939
- Role of States of Anxiety in the Pathogenesis of Primary Glaucoma. „Archives of Ophthalmology”. 21, s. 79-90, 1940.
- A Survey of Records of Glaucoma Patients in Eye Clinics. „Transactions of the American Ophthalmological Society”. 39, s. 161–175, 1941.
- Apropos of glaucoma; what happened to two patients. W: National Society for the Prevention of Blindness. New York, 1942
- Adler FH, Schoenberg MJ, Fridenberg P. Miotics. Arch. Ophth. 30, s. 159, 1943